# Pachyseris rugosa
Pachyseris rugosa es una especie de coral de la familia Agariciidae, y pertenece al grupo de los corales duros, orden Scleractinia.
Es una especie de coral hermatípico lo que implica que su esqueleto contribuye a la generación de nuevos arrecifes en la naturaleza. 

## Morfología
Las colonias consisten en platos verticales irregulares, a menudo contorsionados, produciendo anastomosis, y bifaciales, o con coralitos en ambas caras de los frondes. El aspecto de las colonias es distintivo, siendo las crestas y valles muy contorsionados. La columela del coralito tiene lóbulos en forma de muros. Los septocostae están uniforme y herméticamente compactados. El patrón de septos y valles se sobrepone sobre cualquier contorsión de la superficie.
De color marrón o gris azulado profundo. Normalmente con los extremos de las colonias en tonos pálidos o blancos.
Sus colonias pueden alcanzar los 8 m de diámetro, en aguas turbias superficiales, aunque las colonias de menor tamaño habitan en un amplio rango de hábitats.

## Alimentación
Los pólipos contienen algas simbióticas; mutualistas, ambos organismos se benefician de la relación, llamadas zooxantelas. Las algas realizan la fotosíntesis produciendo oxígeno y azúcares, que son aprovechados por los pólipos, y se alimentan de los catabolitos del coral, especialmente fósforo y nitrógeno. Esto les proporciona del 70 al 95% de sus necesidades alimenticias. El resto lo obtienen atrapando plancton y materia disuelta en la columna de agua.

## Reproducción
Las colonias producen esperma y huevos que se fertilizan en el agua. Las larvas deambulan por la columna de agua hasta que se posan y fijan en el lecho marino, una vez allí se convierten en pólipos y comienzan a secretar carbonato cálcico para construir su esqueleto, o coralito. Posteriormente, se reproducen asexualmente por gemación, dando origen a otros ejemplares, y conformando así la colonia.

## Galería

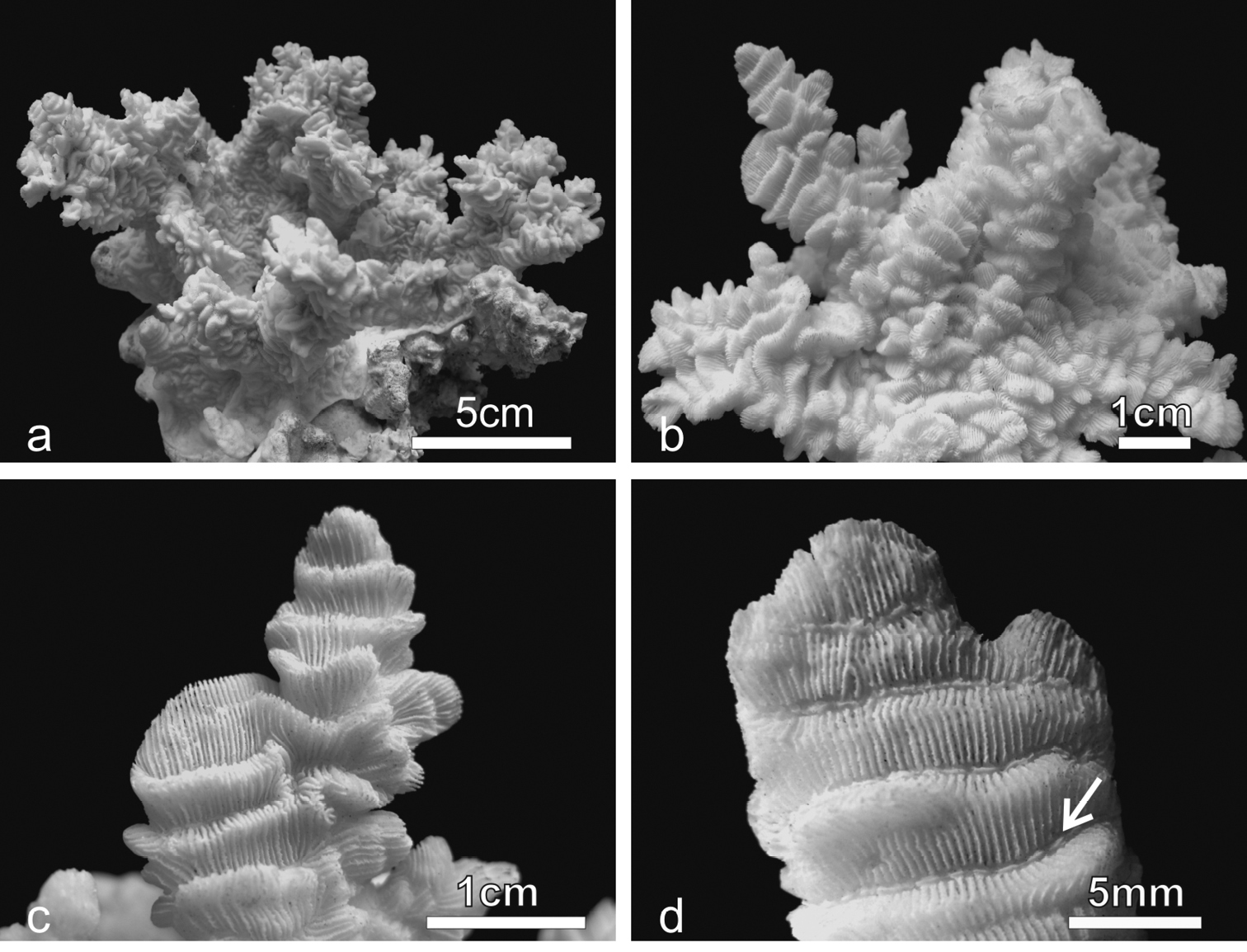
P. rugosa: a) Vista lateral de colonia. b) Vista mostrando frondes muy irregulares y carinae. c) Detalle de los frondes. d) La flecha blanca señala la columnela
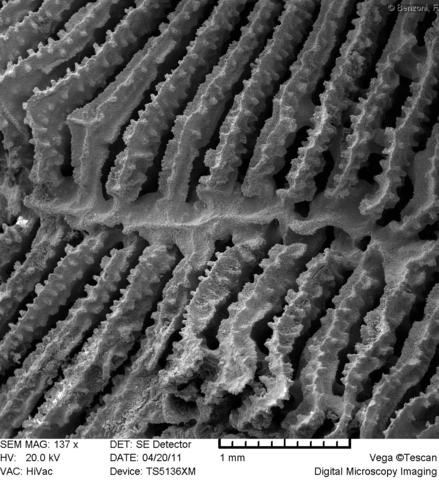
Septo-costae de coralito, vistos con microscopio digital a 137 aumentos
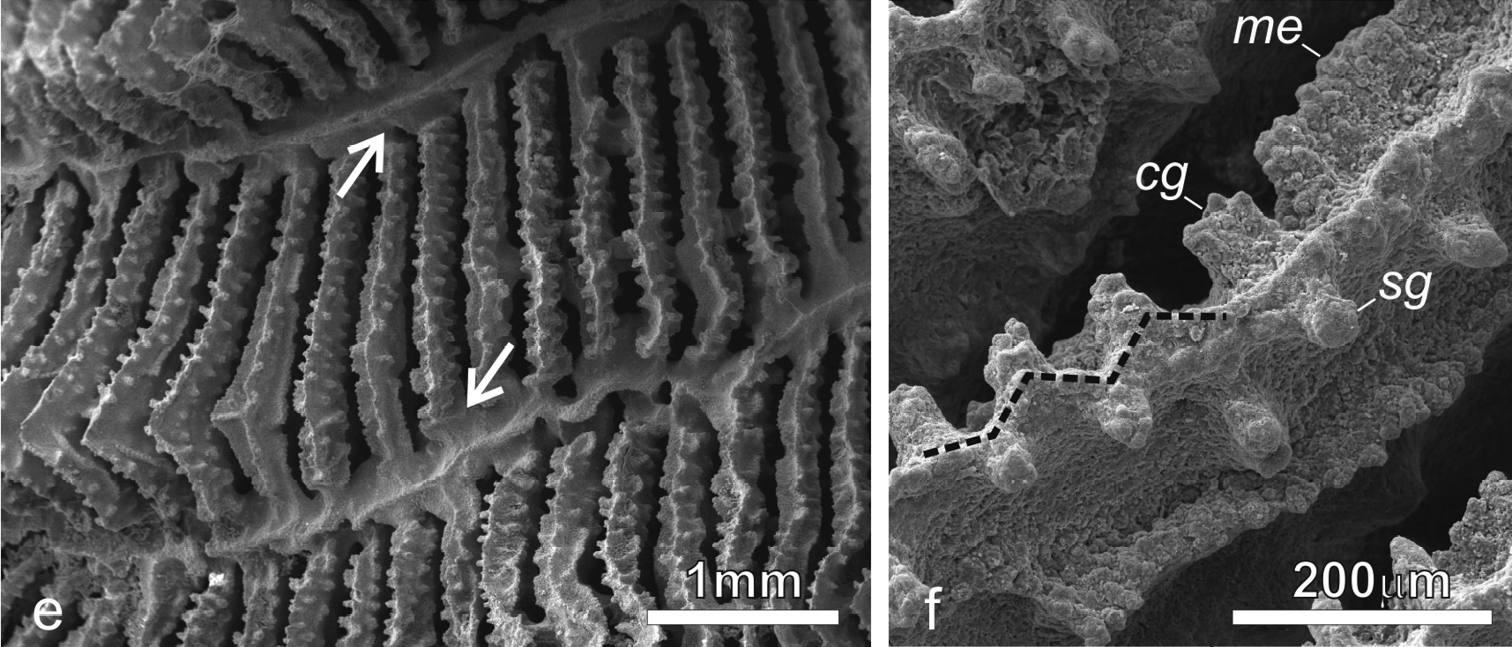
e) Las flechas señalan disepimentos fusionados conectando el extremo interior de los elementos radiales y la columnela rebajada. f) Imagen de ornamentación de elementos radiales mostrando gránulos individuales (sg), gránulos aglomerados (cg) y menianae (me).
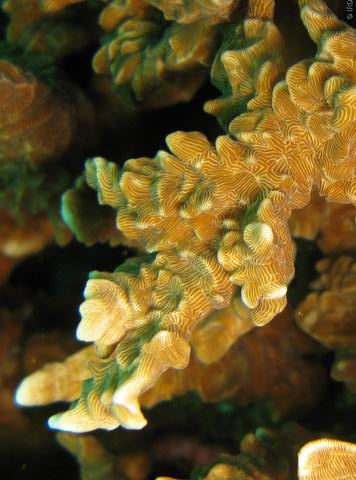
Extremo de un fronde con las puntas blanquecinas, que indican el crecimiento de la colonia
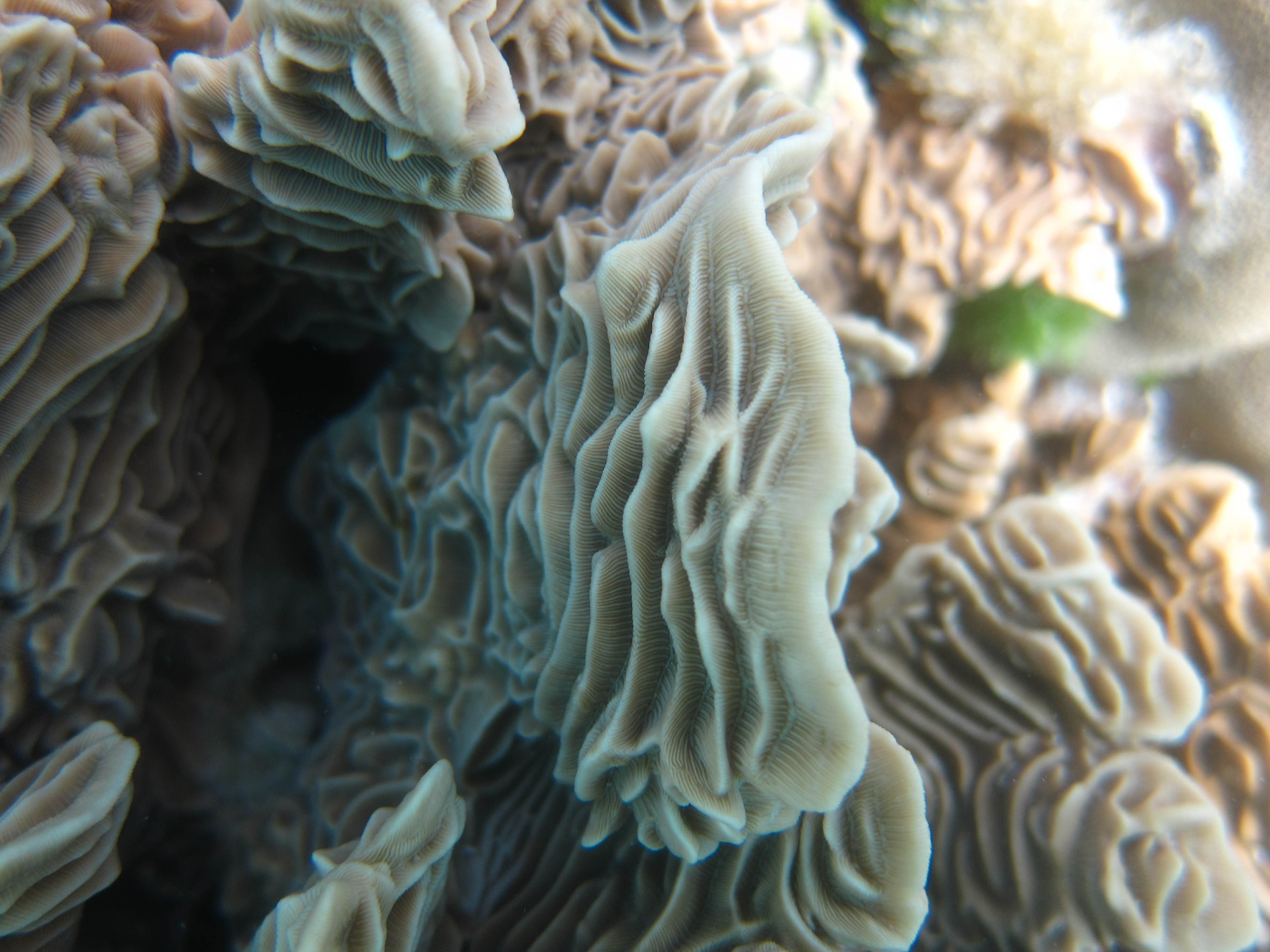
P. rugosa, fronde de una colonia en isla Lizard, Australia
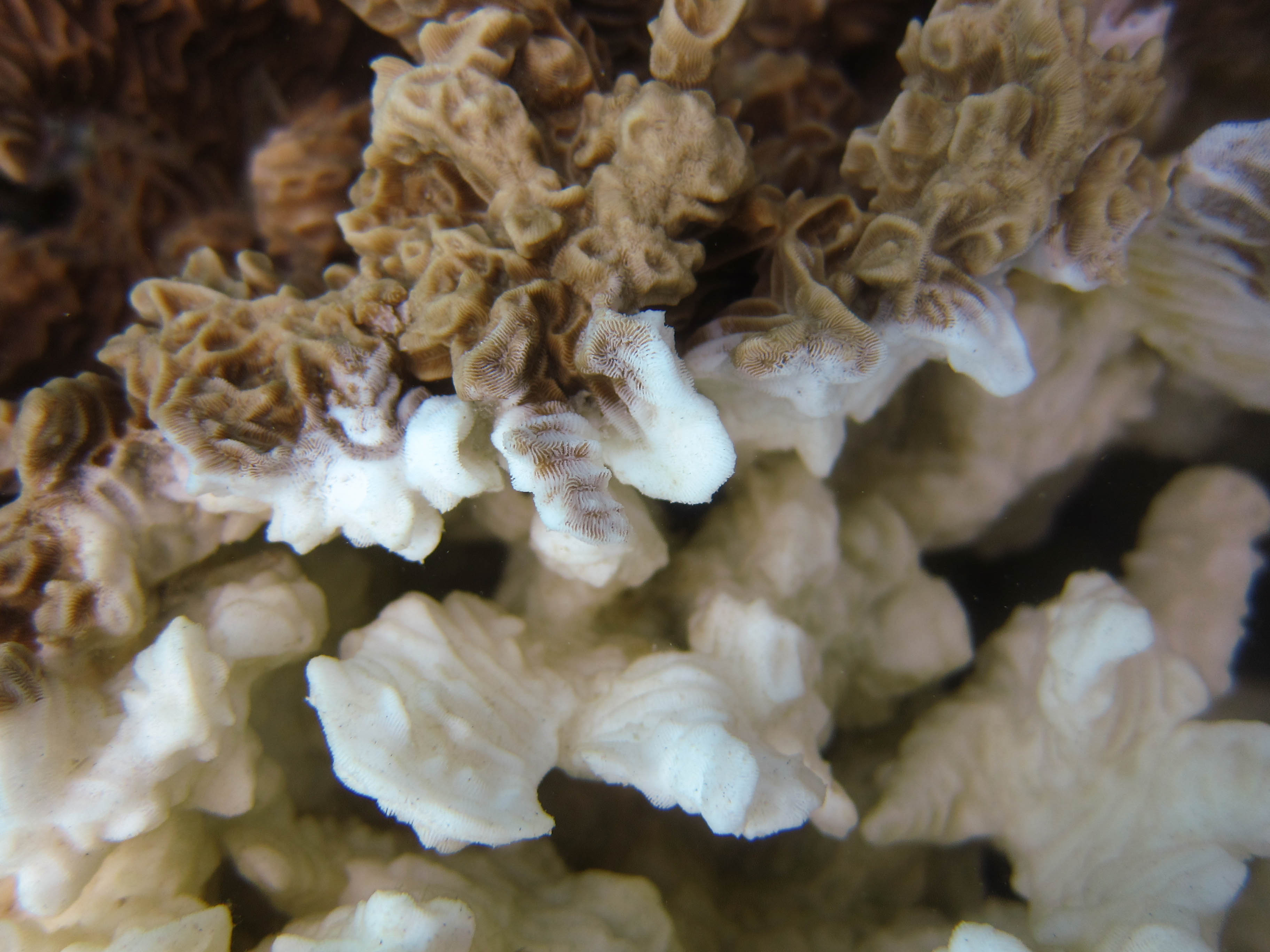
Colonia afectada parcialmente por blanqueo de coral en isla Lizard, Australia
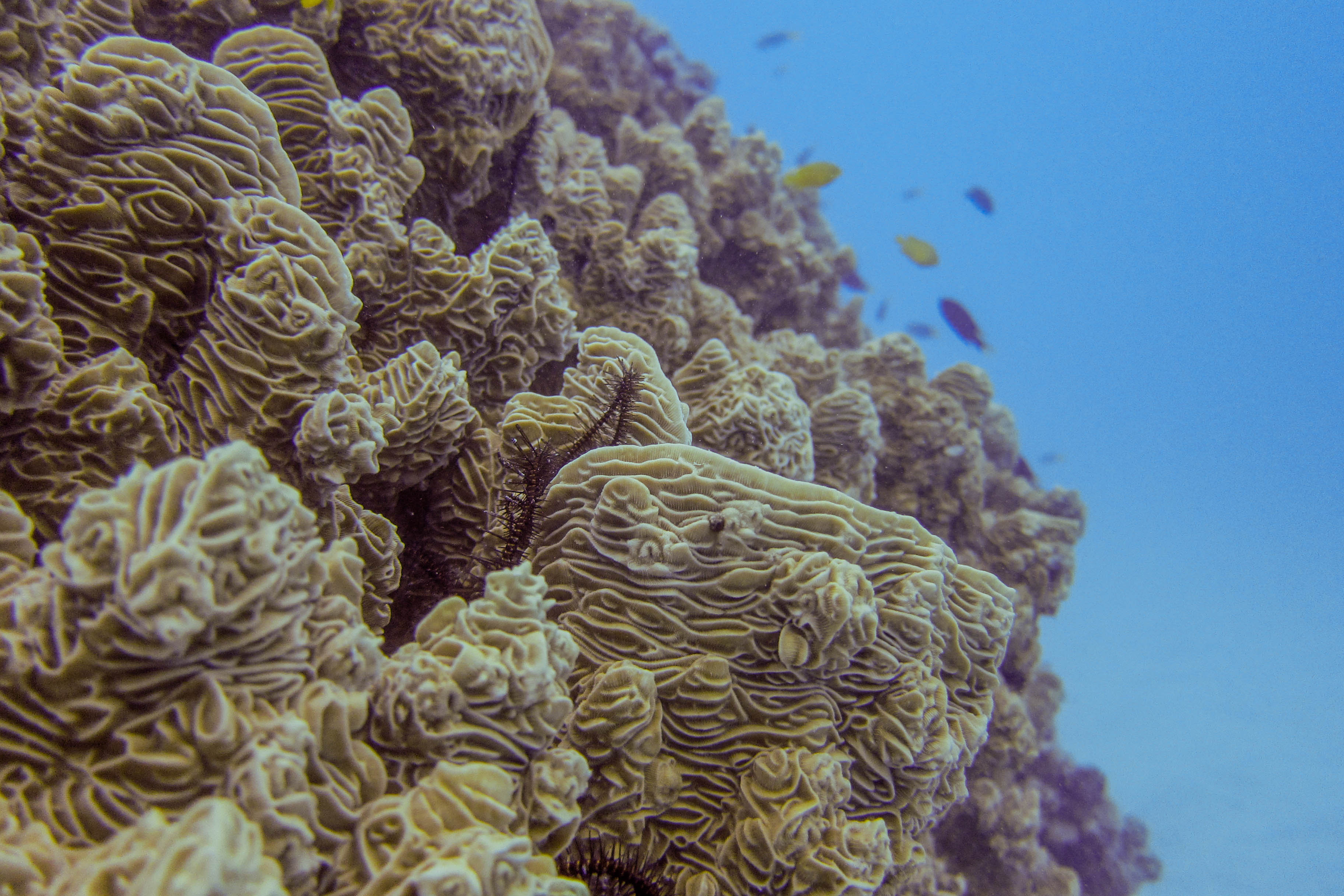
P. rugosa en Horseshoe Reef, Gran Barrera de Arrecifes australiana
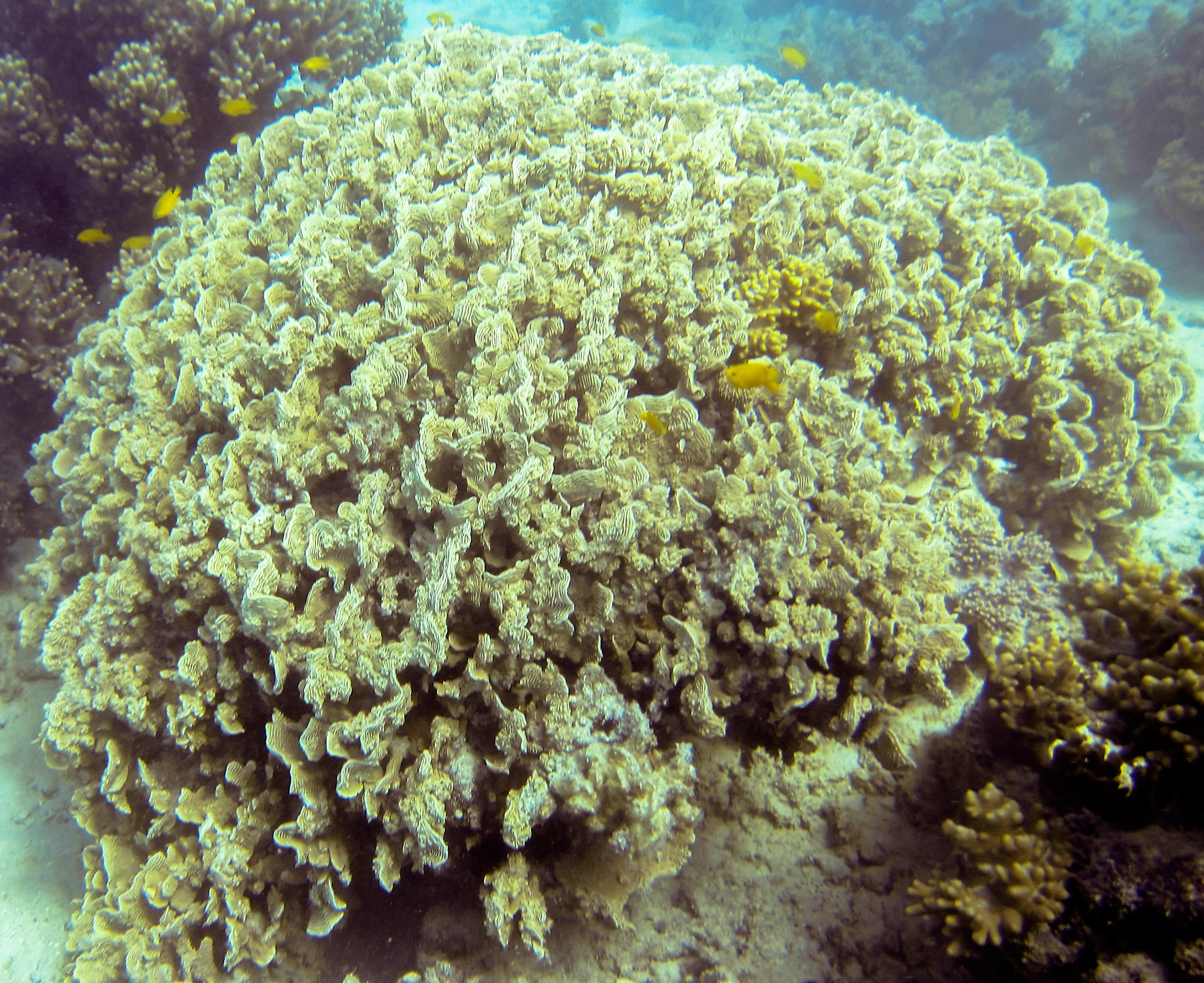
Colonia en isla Lizard, Australia
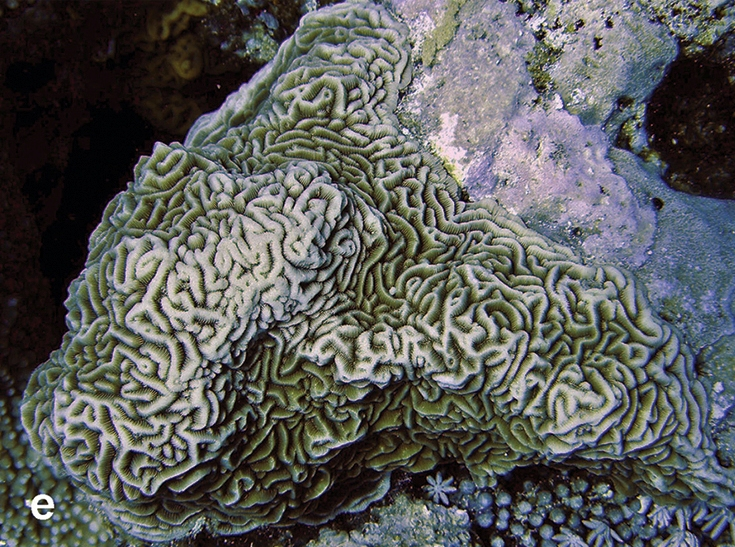
En Pulau Layang-Layang, islas Spratly, 2013
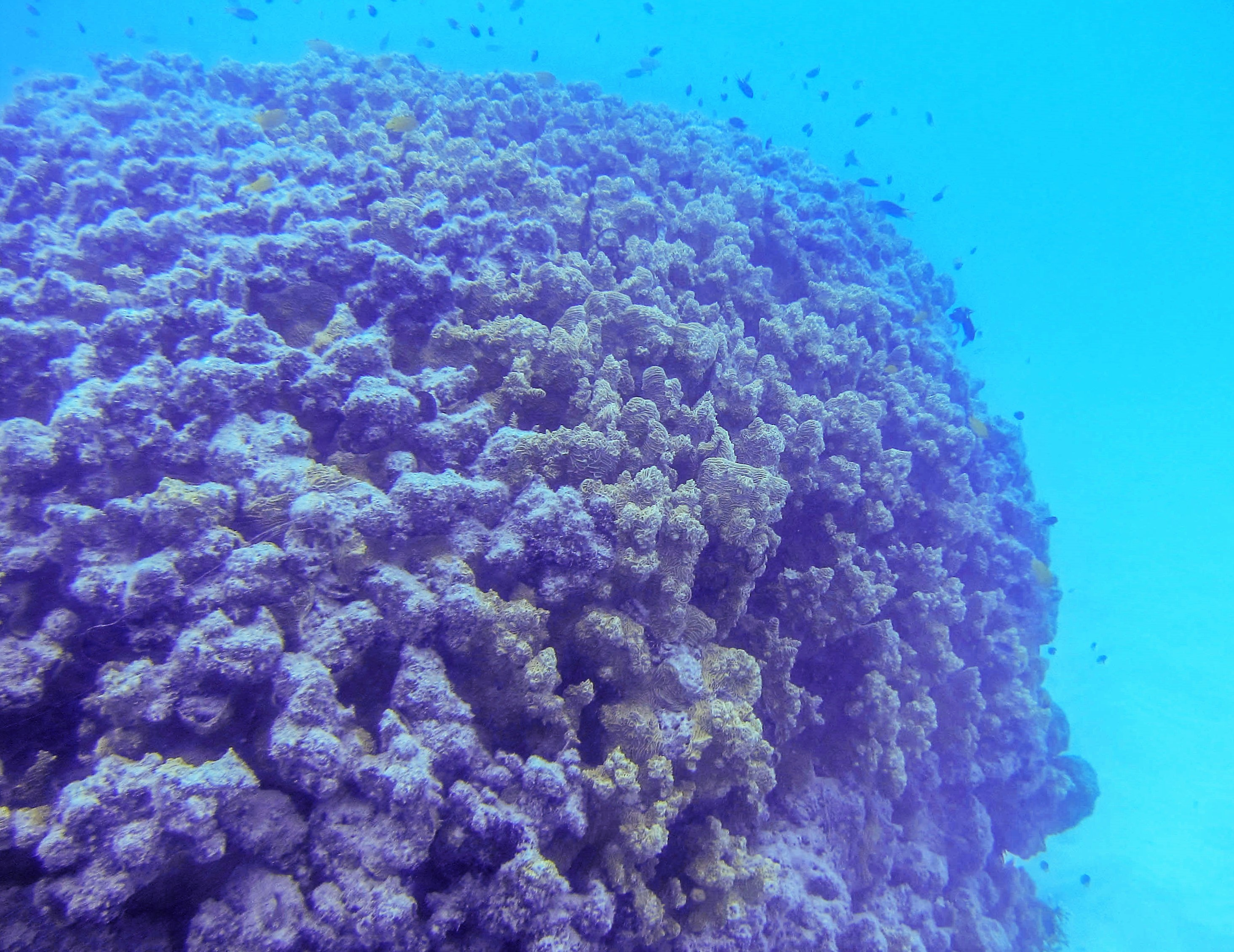
Gran colonia de P. rugosa parcialmente muerta, la parte izquierda apenas tiene frondes vivos
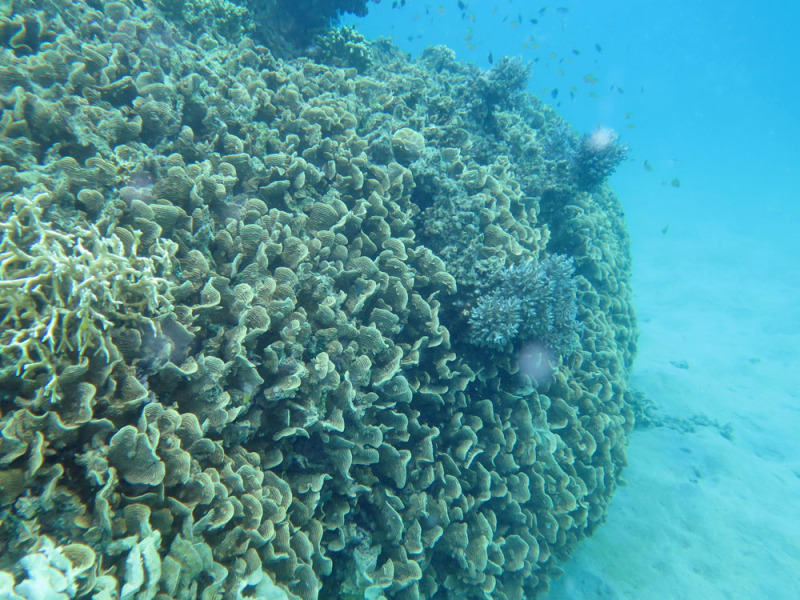
En aguas superficiales de Eyrie Reef, cerca de isla Lizard
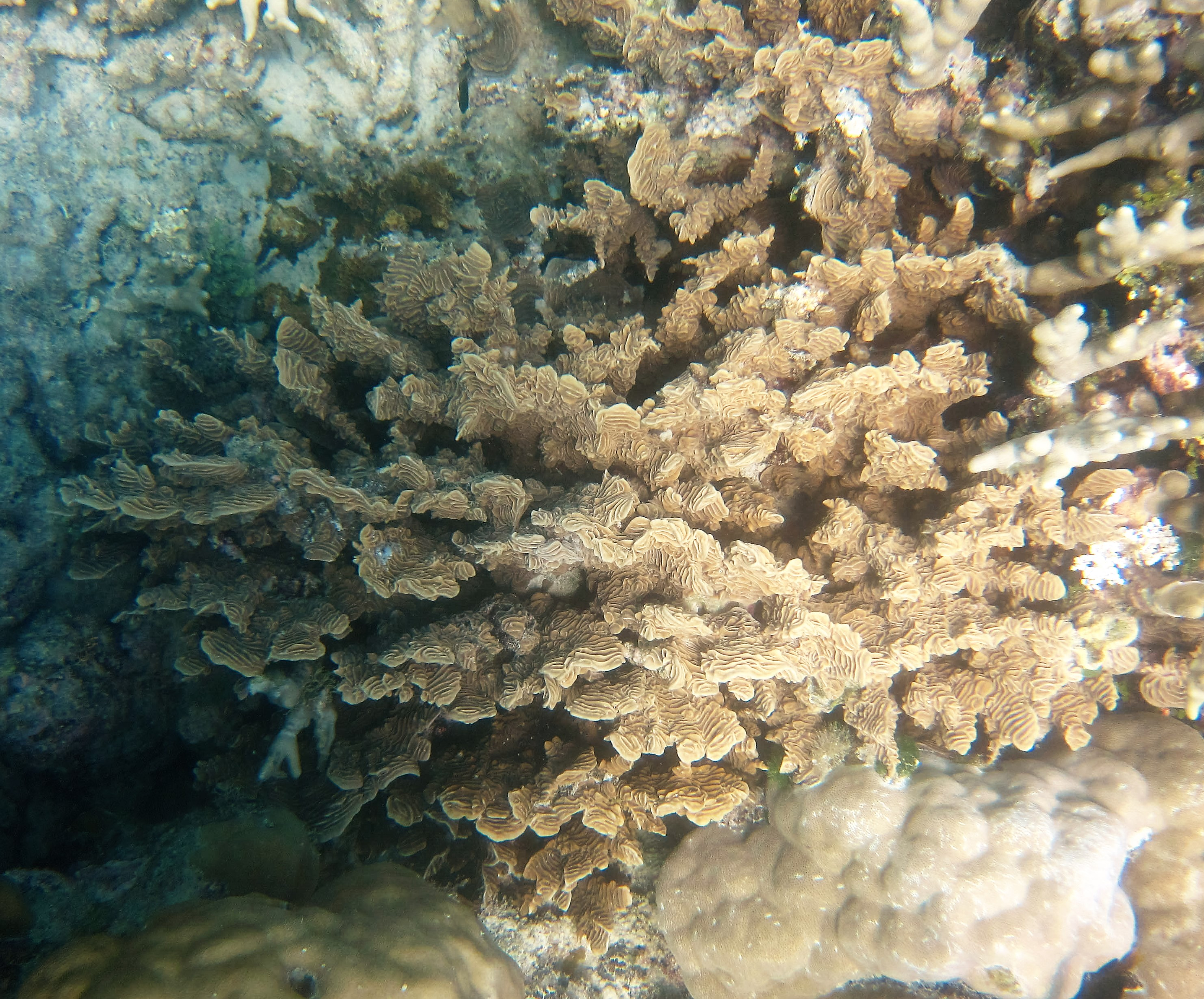
En Trawler Reef, Gran Barrera de Arrecifes, Australia
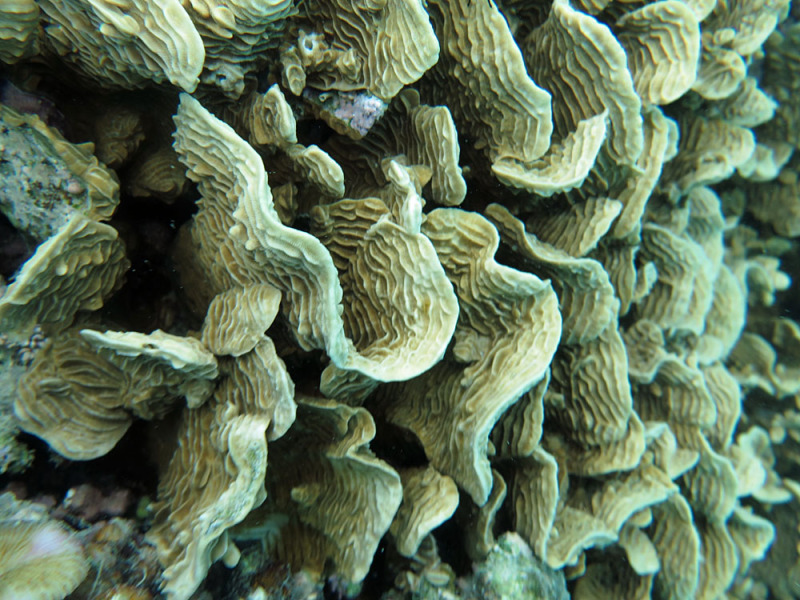
Puntas de frondes de P. rugosa, Eyrie Reef, Australia
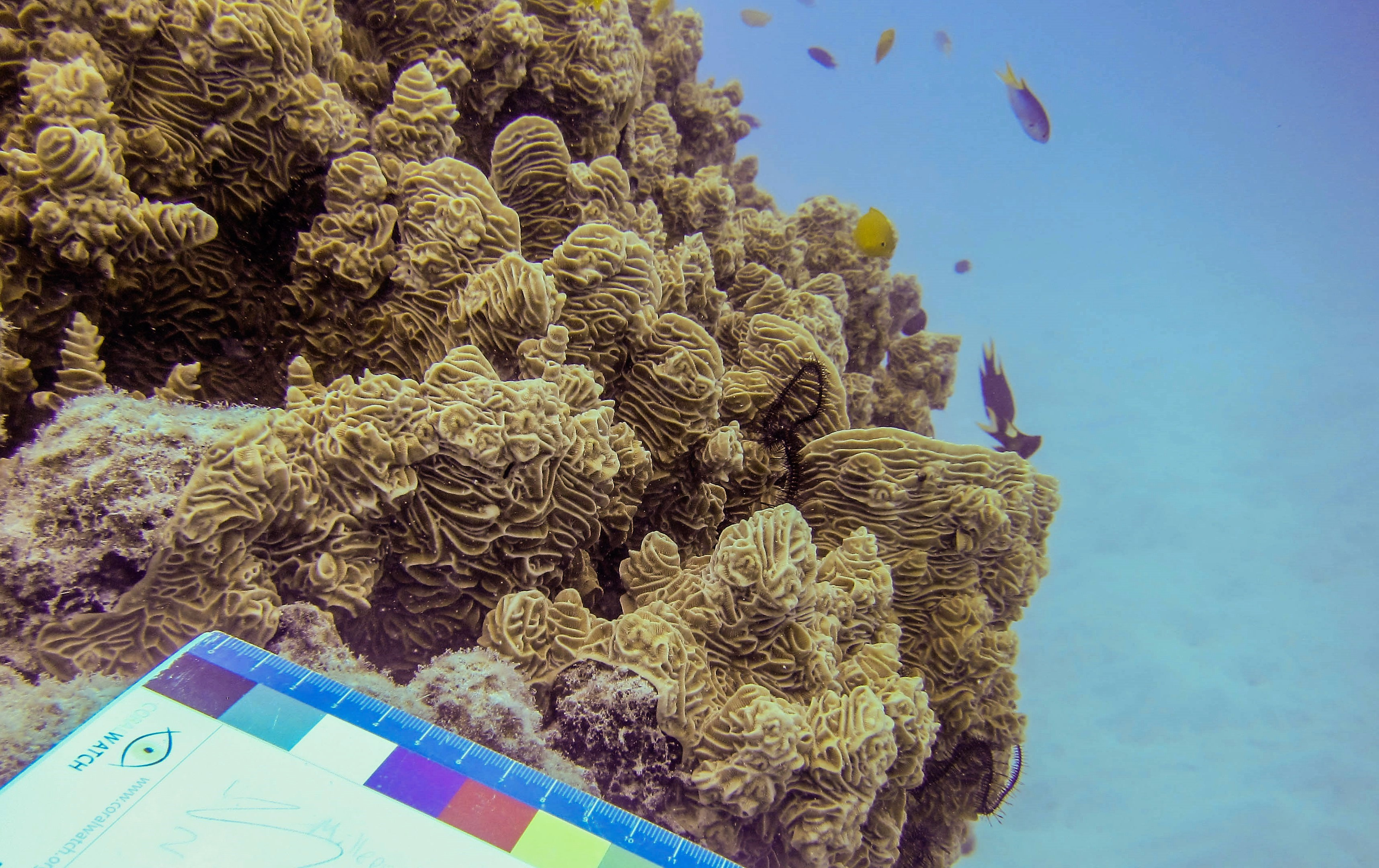
En Horseshoe Reef, Gran Barrera de Arrecifes australiana

## Hábitat y distribución
Es una especie común, y habita en diversas partes del arrecife, incluidas aquellas expuestas a fuerte acción del oleaje. En el sur del mar de China y el golfo de Siam, se localiza entre 9 y 20 m, formando grandes extensiones. Su rango de profundidad está entre 5 y 20 m, y en un rango de temperaturas, entre 25.48 y 28.53 (°C).
Su distribución geográfica comprende las aguas tropicales del océano Indo-Pacífico, desde África oriental y el mar Rojo, hasta el Pacífico central. Es especie nativa de Arabia Saudí, Australia, Birmania, Camboya, Comoros, Egipto, Filipinas, Fiyi, India, Indonesia, Israel, Japón, Jordania, Kenia, Kiribati, Madagascar, Malasia, Maldivas, islas Marianas del Norte, islas Marshall, isla Mauricio, Mayotte, Micronesia, Mozambique, Nauru, Nueva Caledonia, Palaos, Papúa Nueva Guinea, Reunión, Samoa, islas Salomón, Seychelles, Singapur, Somalia, Sri Lanka, Taiwán, Tailandia, Tanzania, Tuvalu, Vanuatu, Vietnam y Wallis y Futuna.

## Conservación
Aunque no hay información específica sobre la población de esta especie, la reducción general de los sistemas arrecifales y su sensibilidad al blanqueo coralino, producido, tanto por el cambio climático, como por la creciente contaminación de los océanos, sitúa a esta especie en el criterio de vulnerable. Dado el que, en el fenómeno de blanqueo producido por El Niño, en 1998, en Palaos, resultó altamente afectada; y, a que en un periodo de 3 generaciones, o 30 años, las poblaciones se han reducido.
Las medidas recomendadas por la Unión Internacional para la Conservación de la Naturaleza para la preservación de la especie, incluyen las investigaciones sobre su taxonomía, población, tendencias, ecología, estado de sus hábitats, resiliencia a las amenazas, establecimiento y gestión de áreas protegidas, y repoblación artificial.